# Sondra brindlei
Sondra brindlei är en spindelart som beskrevs av Zabka 2002. Sondra brindlei ingår i släktet Sondra och familjen hoppspindlar. Inga underarter finns listade i Catalogue of Life.